# Baruah Gunuang
Baruah Gunuang is een bestuurslaag in het regentschap Lima Puluh Kota van de provincie West-Sumatra, Indonesië. Baruah Gunuang telt 4129 inwoners (volkstelling 2010).